# وسام هنري دونان
وسام هنري دونان هي أعلى جائزة للمنظمة الدولية للصليب الأحمر. وسميت على اسم هنري دونان، مؤسس الحركة الدولية للصليب الأحمر. وتقدم الميدالية مرة كل سنتين من قبل اللجنة الدائمة للصليب الأحمر والهلال الأحمر. ويمثل هذا الوسام اللجنة الدولية للصليب الأحمر، والاتحاد الدولي لجمعيات الصليب الأحمر والهلال الأحمر ومختلف الجمعيات الوطنية للصليب الأحمر والهلال الأحمر.

## تاريخ إنشائه
في عام 1963، تم تقديم فكرة إنشاء ميدالية تكريما لمؤسس الصليب الأحمر الدولي وقد وافق عليها مجلس المندوبين. وتزامن ذلك مع الذكرى السنوية الـ100 من تأسيس الصليب الأحمر. في عام 1965، من هبة للصليب الأحمر الأسترالي، تم تأسيس وسام هنري دونان من قبل مؤتمر الصليب الأحمر الدولي في فيينا. وقدمت الميداليات الأولى في عام 1969.